# Philosophisch-Theologische Hochschule Königstein
Die Philosophisch-Theologische Hochschule Königstein war eine Philosophisch-theologische Hochschule in Königstein im Taunus. Sie bestand von 1946 bis 1978.

## Geschichte
Nachdem im November 1946 in Königstein zwei Abiturientenkurse für Kriegsteilnehmer und Vertriebene aus den vormals deutschen Ostgebieten eingerichtet worden waren, wurde am 28. April 1949 die Philosophisch-Theologische Hochschule in Königstein eröffnet. In einem 1923 als Kaserne für die französischen Besatzungssoldaten errichteten Gebäude sollte sie an die Tradition der theologischen Studienstätten von Breslau, Prag, Braunsberg und Weidenau anknüpfen, da auch viele Dozenten aus den Ostgebieten stammten. 1949 erschien das erste Königsteiner Jahrbüchlein für 1950. Die Hochschule diente der Ausbildung der angehenden Priester im benachbarten Priesterseminar, dem Ostpriesterseminar Königstein. 
Nachdem die meisten vertriebenen Priesteramtskandidaten in die westdeutsche Gesellschaft integriert waren, wurde die Hochschule am 15. Februar 1978 aufgelöst. Enggeknüpft waren auch die anderen kirchlichen Entwicklungen in das Hilfswerk Kirche in Not. An die Hochschule angegliedert waren auch wissenschaftliche Institute wie z. B. ab 1960 das Institutum Balticum. Die leerstehenden Gebäude wurden ab 2004 zu Eigentumswohnungen umgebaut.